# Walter Henry Snell
Walter Henry Snell (ur. 19 maja 1889 w West Bridgewater, zm. 23 lipca 1980 w Providence) – amerykański mykolog i sportowiec.
Urodził się w West Bridgewater w stanie Massachusetts. W czasie nauki w szkole średniej w  Brockton trenował piłkę nożną, koszykówkę i futbol amerykański. W 1907 r. rozpoczął naukę w Akademii Phillipsa Andovera, później na Uniwersytecie Browna. Przez cztery lata studiów uprawiał futbol amerykański, a w sezonie 1913 r. grał jako łapacz w najważniejszej amerykańskiej lidze Major League Baseball, w drużynie Boston Red Sox. Potem grał jeszcze w Philadelphia Athletics i w innych drużynach w niższej lidze. Po krótkiej karierze sportowej rozpoczął karierę naukową. Po otrzymaniu tytułu magistra na Uniwersytecie Browna, w 1916 r. rozpoczął studia doktoranckie na Uniwersytecie Wisconsin w Madison. Zdobył doktorat i przez 39 lat kontynuował wybitną karierę jako profesor college'u na Uniwersytecie Browna. Był także trenerem sportowym baseballu i piłki nożnej.

## Kariera naukowa
Napisał wiele profesjonalnych artykułów o grzybach, opublikowanych głównie w czasopismach naukowych Mycologia i Lloydia. Jego badania dotyczyły dziedzin tak różnorodnych, jak choroby drzew leśnych, rozkład drewna budowlanego, skuteczność działania kreozotów na grzyby niszczące drewno, język mykologiczny oraz taksonomia borowików (Boletus) i innych grzybów.
Opisał nowe gatunki grzybów. W nazwach naukowych utworzonych przez niego taksonów dodawany jest jego nazwisko Snell (tzw. cytat taksonomiczny).